# Sicherer Hafen (Geldanlage)
Sicherer Hafen ist eine umgangssprachliche stehende Wendung zur Bezeichnung einer Kapitalanlage, bei welcher der prognostizierte Rückfluss des Kapitals mit hoher Wahrscheinlichkeit über dem Wert des Kapitaleinsatzes liegt. Während sich der Kapitaleinsatz aus der Addition von Anlagevolumen und Nebenkosten ergibt, ist der meist mehrere Jahre in der Zukunft liegende Kapitalrückfluss rein spekulativ und wird aus früheren Wertentwicklungen eines so genannten Finanzprodukts abgeleitet.

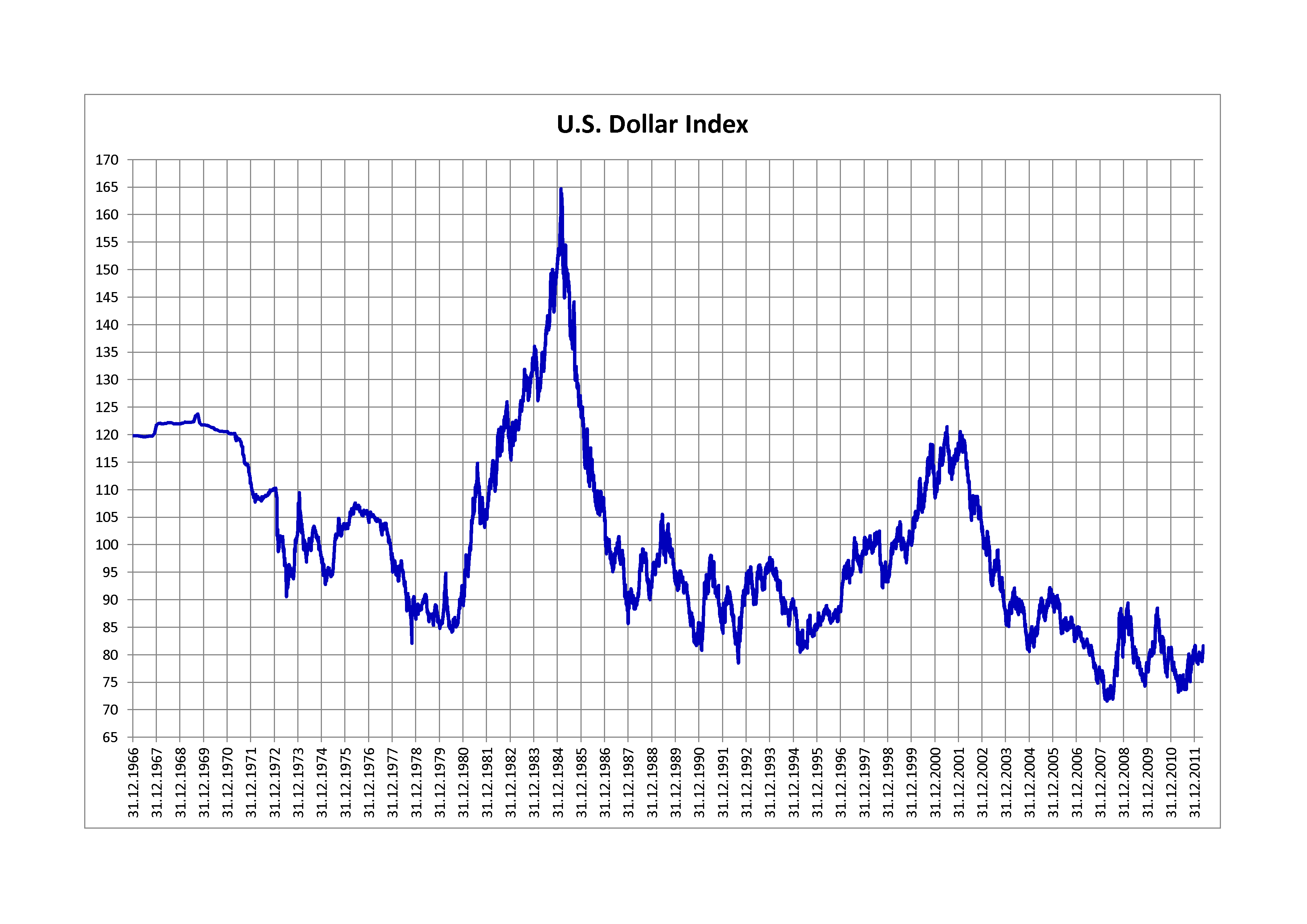
U.S. Dollar Index: Wertentwicklung der führenden Reservewährung zwischen 1966 und 2012

 Historisch ist Gold ein Investment, dem die Eigenschaft des lang anhaltenden Wertbestands beziehungsweise einer Wertsteigerung zugeschrieben wurde. Im Bereich der Währungen gelten Schweizer Franken und US-Dollar als sichere Häfen der Geldanlage. Es gilt die Faustregel: Je mehr Marktteilnehmer der Überzeugung sind, dass ein bestimmtes Produkt wertstabil bleibt, umso stärker ist die Wertentwicklung dieses Produkts von negativen realwirtschaftlichen Impulsen abgekoppelt. So verlor zum Beispiel der US-Dollar in der Finanzkrise ab 2007 zunächst stark an Wert, jedoch rechtfertigte er seinen Ruf als sicherer Hafen binnen der folgenden zwei Jahre, als er wieder zu alter Stärke – im Vergleich zu den sechs im U.S. Dollar Index gewichteten Währungen – zurückkehrte. Das weist auf ein hohes Vertrauen der Anleger am Kapitalmarkt in die Sicherheit des Hafens hin und festigte noch einmal den Ruf der Währung als stabile Kapitalanlage. Weltweit halten die meisten Länder, vor allem China, Währungsreserven in US-Dollar vor. Sie versprechen sich davon den Werterhalt ihres Staatsvermögens und nehmen in Kauf, dass im selben Zeitraum wesentlich höhere Renditen bei einer Anlage in andere Währungen zu verbuchen waren. Im Gegensatz zu diesen Währungen steht hinter dem US-Dollar die Stärke der amerikanischen Wirtschaft und ein übermäßiger Verlust oder ein Totalausfall des Investments sind somit beide extrem unwahrscheinlich.
Weitere sichere Häfen sind Immobilien, Gemälde und Anleihen. Jedes Produkt, dessen voraussichtlicher Verkaufspreis denselben Realwert erlösen wird, wie beim Ankauf zu entrichten war, ist per Definition ein sicherer Hafen. Allein die Projektion vergangener Wertentwicklungen und Vertrauen verleihen einem Investment das Image der Stabilität. So bezeichnete Produkte können ebenso gut zum Totalausfall für den Anleger werden.

## Verwendung in anderen Sprachen
Der englische Begriff safe haven, welcher älter ist als die deutsche Wendung sicherer Hafen, bezeichnet eine Hartwährung. Beim englischen Begriff safe harbour wiederum steht die Einhaltung von Rechtsnormen im Vordergrund. Er ist nicht auf den Finanzmarkt beschränkt, z. B. wird der Digital Millennium Copyright Act in den USA zu den safe harbor laws gezählt. 